# Eduardo Cisternas
Eduardo Alberto Cisternas Gómez (Santiago, 10 de enero de 2004) es un nadador chileno, integrante del club Stade Francais. Ha sido representante de Chile en varias competencias internacionales, como los Juegos Olímpicos de Tokio 2020 y París 2024.

## Carrera deportiva
Compitió en los Juegos Olímpicos de Tokio 2020. En las eliminatorias de los 400 metros libres, rompió su propio récord nacional que había establecido en el Campeonato Sudamericano de Natación de 2021. Ese mismo año, en el Campeonato Sudamericano Juvenil de Natación realizado en Lima en noviembre, obtuvo la medalla de oro en los 200 metros libres.
En los Juegos Panamericanos de 2023, realizados en Santiago de Chile, Cisternas se convirtió en el tercer chileno en la historia en alcanzar una final de natación masculina, quedando en el séptimo lugar en los 400 metros libres. En los Juegos Olímpicos de París 2024 volvió a batir el récord nacional en los 400 metros libres, con un tiempo de 3:51.29, mejorando así en casi tres segundos la marca anterior.